# 알렉스 메레트
알렉스 메레트(이탈리아어: Alex Meret, 1997년 3월 22일 ~ )는 현재 이탈리아 세리에 A의 클럽 SSC 나폴리에서 뛰는 이탈리아의 축구 선수이다.

## 수상

### 클럽
SPAL
- 세리에 B: 2016–17

나폴리
- 코파 이탈리아: 2019–20

### 국가대표팀
이탈리아 U19
- UEFA 유로 U-19 준우승: 2016[3]

이탈리아
- UEFA 유럽 축구 선수권 대회: 2020[4]

### 개인상
- 프리마베라 지로네 B 올해의 골키퍼: 2014–15
- UEFA U-19 축구 선수권 대회 베스트 일레븐: 2016[5]
- 세리에 B 올해의 골키퍼: 2016–17
- UEFA 챔피언스리그 신인 베스트일레븐: 2019[6]

### 서훈
-  6등급 / 기사: Cavaliere Ordine al Merito della Repubblica Italiana: 2021